# Chongru
Chongru (kinesiska: 崇儒) är en etnisk minoritetssocken för shefolket i sydöstra Kina. Den ligger i Xiapu härad i staden Ningde i provinsen Fujian, omkring 120 kilometer nordost om provinshuvudstaden Fuzhou.